# Sciapus viridicollis
Sciapus viridicollis är en tvåvingeart som först beskrevs av Frey 1917.  Sciapus viridicollis ingår i släktet Sciapus och familjen styltflugor.
Artens utbredningsområde är Sri Lanka. Inga underarter finns listade i Catalogue of Life.